# زیردریایی دویچلند
زیردریایی دویچلند (به انگلیسی: German submarine Deutschland) یک زیردریایی بود که طول آن ۶۵ متر (۲۱۳ فوت) بود. این زیردریایی در سال ۱۹۱۷ ساخته شد.